# Moviment dels Demòcrates i Ecologistes per una Martinica Sobirana
Moviment dels Demòcrates i Ecologistes per una Martinica Sobirana (MODEMAS) és un partit polític de Martinica fundat l'11 de setembre de 1992 per un grup d'intel·lectuals encapçalat per Garcin Malsa, antic col·laborador d'Alfred-Marie Jeanne, cap del Moviment Independentista Martiniquès, Raphaël Confiant i Patrick Chamoiseau. Ideològicament és d'esquerres i ecologista, i reclama la independència de Martinica.

## Presència institucional
El seu cap Garcin Malsa és alcalde de Sainte-Anne. El partit compta amb dos electes al Consell General de Martinica (Garcin Malsa i Marcellin Nadeau, conseller general del cantó de Le Prêcheur). A les eleccions municipals de 2008 Nadeau fou escollit alcalde de Le Prêcheur amb 673 vots (el 52,17%). Des del 20 de març de 2008, Garcin Malsa és segon vicepresident del Consell General de Martinica i Nadeau president de la comissió de Cultura, Esports, Joventut i Turisme.
Aquest grup va donar suport a la vaga general de les Antilles Franceses de 2009 i manté lligams amb el moviment Liyannaj Kont Pwofitasyon de Guadalupe.